# Trochalus lucidulus
Trochalus lucidulus är en skalbaggsart som beskrevs av Hermann Burmeister 1855. Trochalus lucidulus ingår i släktet Trochalus och familjen Melolonthidae. Inga underarter finns listade i Catalogue of Life.